# L'Épervier (film, 1925)
Pour les articles homonymes, voir Épervier (homonymie).
Pour plus de détails, voir Fiche technique et Distribution.
L'Épervier est un film français réalisé par Robert Boudrioz, sorti en 1925.

## Fiche technique
- Titre : L'Épervier
- Réalisation : Robert Boudrioz
- Scénario : Robert Boudrioz, d'après la pièce de Francis de Croisset
- Photographie : Maurice Arnou et Gaston Brun
- Décors : Robert Gys
- Pays de production :  France
- Production : Trianon Films
- Date de sortie : France, 30 janvier 1925

## Distribution
- Sylvio de Pedrelli : Georges « L'Épervier »
- Nilda Duplessy : Marina
- Gaston Dubosc : Maurice de Sardloup
- Marie-Laure : Mme de Thierrache
- Youcca Troubetzkoy (en) : René de Thierrache
- Georges Tréville